# PEC in het seizoen 1923/24
Het seizoen 1923/1924 was het 14e jaar in het bestaan van de Zwolse voetbalclub PEC. De club kwam uit in de Tweede Klasse Oost A.

## Wedstrijdstatistieken

### Tweede Klasse A
| W.V.C.                                                      |                                                                 |               |                      |
|                                                             | PEC                                                             | 1 – 1 (1 – 0) | WVC                  |
| 23 september 1923 Plaats: Zwolle Sportpark De Vrolijkheid   |                                                                 |               |                      |
|                                                             | WVC                                                             | 5 – 2 (4 – 0) | PEC                  |
| 25 november 1923 Plaats: Winterswijk Sportpark De Morgenzon |                                                                 |               |                      |
| Be Quick                                                    |                                                                 |               |                      |
|                                                             | PEC                                                             | 1 – 0 (1 – 0) | ZVV Be Quick         |
| 16 december 1923 Plaats: Zwolle Sportpark De Vrolijkheid    |                                                                 |               |                      |
|                                                             | ZVV Be Quick                                                    | 3 – 0 (2 – 0) | PEC                  |
| 14 oktober 1923 Plaats: Zutphen Sportpark Marsweg           | Tacke Kaaks (e.d.) Tacke                                        |               |                      |
| G.F.C.                                                      |                                                                 |               |                      |
|                                                             | PEC                                                             | 2 – 0 (0 – 0) | GFC                  |
| 4 november 1923 Plaats: Zwolle Sportpark De Vrolijkheid     |                                                                 |               |                      |
|                                                             | GFC                                                             | 1 – 1 (1 – 0) | PEC                  |
| 17 februari 1924 Plaats: Goor Sportpark Herikerberg         | Stevens                                                         |               |                      |
| D.O.T.O.                                                    |                                                                 |               |                      |
|                                                             | PEC                                                             | 5 – 2 (2 – 0) | D.O.T.O.             |
| 27 januari 1924 Plaats: Zwolle Sportpark De Vrolijkheid     | Koos Veterman Eef Admiraal (pen) Jo Kaaks Tabe Tietema Jo Kaaks |               | Beltman              |
|                                                             | D.O.T.O.                                                        | 1 – 1 (0 – 0) | PEC                  |
| 18 november 1923 Plaats: Deventer Sportpark D.O.T.O.        | (pen) 75'                                                       |               | (pen)                |
| K.H.C.                                                      |                                                                 |               |                      |
|                                                             | PEC                                                             | 2 – 2 (1 – 2) | VV KHC               |
| 7 oktober 1923 Plaats: Zwolle Sportpark De Vrolijkheid      | Eef Admiraal (pen) Eef Admiraal (pen)                           |               | v.d.Bos              |
|                                                             | VV KHC                                                          | 2 – 0 (1 – 0) | PEC                  |
| 9 december 1923 Plaats: Kampen Sportpark aan de Plas        | Vinke Naberman (pen)                                            |               |                      |
| Rigtersbleek                                                |                                                                 |               |                      |
|                                                             | PEC                                                             | 2 – 1 (0 – 1) | vv Rigtersbleek      |
| 11 november 1923 Plaats: Zwolle Sportpark De Vrolijkheid    | Eef Admiraal (pen) 78' Busschers (e.d.) 87'                     |               | Zwijnenberg          |
|                                                             | vv Rigtersbleek                                                 | 3 – 1 (2 – 0) | PEC                  |
| 16 maart 1924 Plaats: Enschede Sportpark Rigtersbleek       | Ras 40' Ras                                                     |               | Tabe Tietema         |
| HVV Tubantia                                                |                                                                 |               |                      |
|                                                             | PEC                                                             | 0 – 0         | HVV Tubantia         |
| 30 september 1923 Plaats: Zwolle Sportpark De Vrolijkheid   |                                                                 |               |                      |
|                                                             | HVV Tubantia                                                    | 3 – 0 (2 – 0) | PEC                  |
| 4 mei 1924 Plaats: Hengelo Sportpark De Bijenkorf           | Hollink Lamme Hollink                                           |               |                      |
| Zwolsche Boys                                               |                                                                 |               |                      |
|                                                             | PEC                                                             | 0 – 0         | Zwolsche Boys        |
| 21 oktober 1923 Plaats: Zwolle Sportpark De Vrolijkheid     |                                                                 | Zwolse derby  |                      |
|                                                             | Zwolsche Boys                                                   | 0 – 0         | PEC                  |
| 3 februari 1924 Plaats: Zwolle Sportpark Veerallee          |                                                                 | Zwolse derby  |                      |
| G.O.L.T.O.                                                  |                                                                 |               |                      |
|                                                             | PEC                                                             | 4 – 1 (3 – 0) | G.O.L.T.O.           |
| 21 april 1924 Plaats: Zwolle Sportpark De Vrolijkheid       | Cees Marselis Marinus Liebregt Cees Marselis Tabe Tietema       |               | van Soest            |
|                                                             | G.O.L.T.O.                                                      | 1 – 3 (0 – 1) | PEC                  |
| 28 oktober 1923 Plaats: Hengelo Sportpark G.O.L.T.O.        | van Soeren                                                      |               | Kaaks Jaap van Buren |

## Statistieken PEC 1923/1924

### Eindstand PEC in de Nederlandse Tweede Klasse 1923 / 1924
| Stand | Gespeeld | Gewonnen | Gelijk | Verloren | Punten | Doelpunten voor | Doelpunten tegen |
| ----- | -------- | -------- | ------ | -------- | ------ | --------------- | ---------------- |
| 5e    | 18       | 6        | 7      | 5        | 19     | 25              | 26               |

### Punten per tegenstander
|       | W.V.C. | Be Quick | G.F.C. | D.O.T.O. | K.H.C. | Rigtersbleek | Tubantia | Zwolsche Boys | G.O.L.T.O. |
| ----- | ------ | -------- | ------ | -------- | ------ | ------------ | -------- | ------------- | ---------- |
| Thuis | 1      | 2        | 2      | 2        | 1      | 2            | 1        | 1             | 2          |
| Uit   | 0      | 0        | 1      | 1        | 0      | 0            | 0        | 1             | 2          |

### Doelpunten per tegenstander
|       | W.V.C. | Be Quick | G.F.C. | D.O.T.O. | K.H.C. | Rigtersbleek | Tubantia | Zwolsche Boys | G.O.L.T.O. | Totaal |
| ----- | ------ | -------- | ------ | -------- | ------ | ------------ | -------- | ------------- | ---------- | ------ |
| Thuis | 1      | 1        | 2      | 5        | 2      | 2            | 0        | 0             | 4          | 17     |
| Uit   | 2      | 0        | 1      | 1        | 0      | 1            | 0        | 0             | 3          | 8      |
|       |        |          |        |          |        |              |          |               |            | 25     |